# Necropoli di Ponte Messato
La necropoli di Ponte Messato (o "della Cona") è sita nel quartiere Cona di Teramo.
Di origine pre-romana e ampliata nel periodo romano, si sviluppa ai lati dell'antica strada lastricata (la Via Cecilia, contornata di monumenti, definita dagli archeologi la via sacra d'Interamnia (fatte le dovute proporzioni è in effetti una sorta di Via Appia teramana per le analogie con la Via Appia antica nei pressi di Roma).

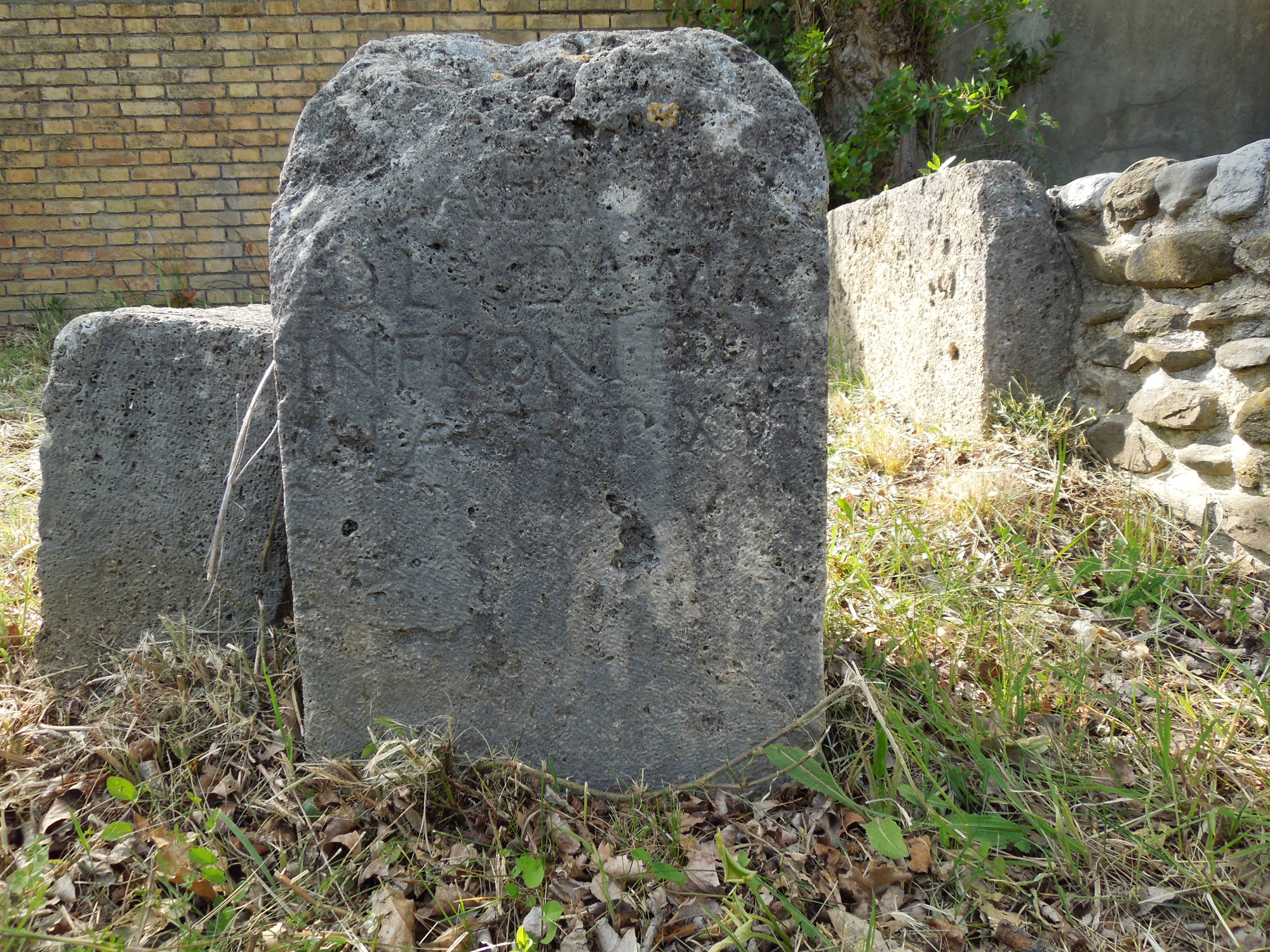
Tomba ipogea con iscrizione

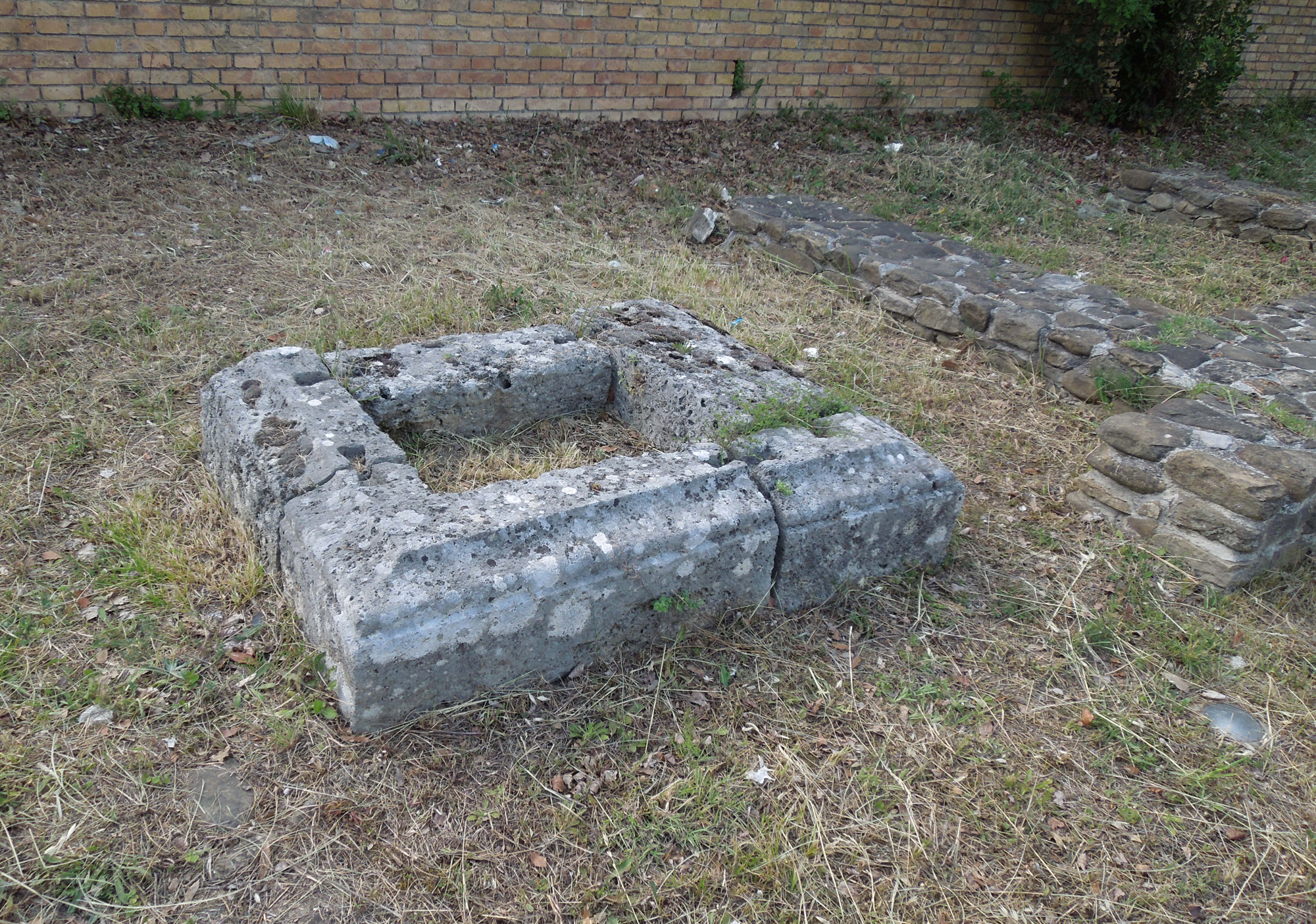
Tomba ipogea

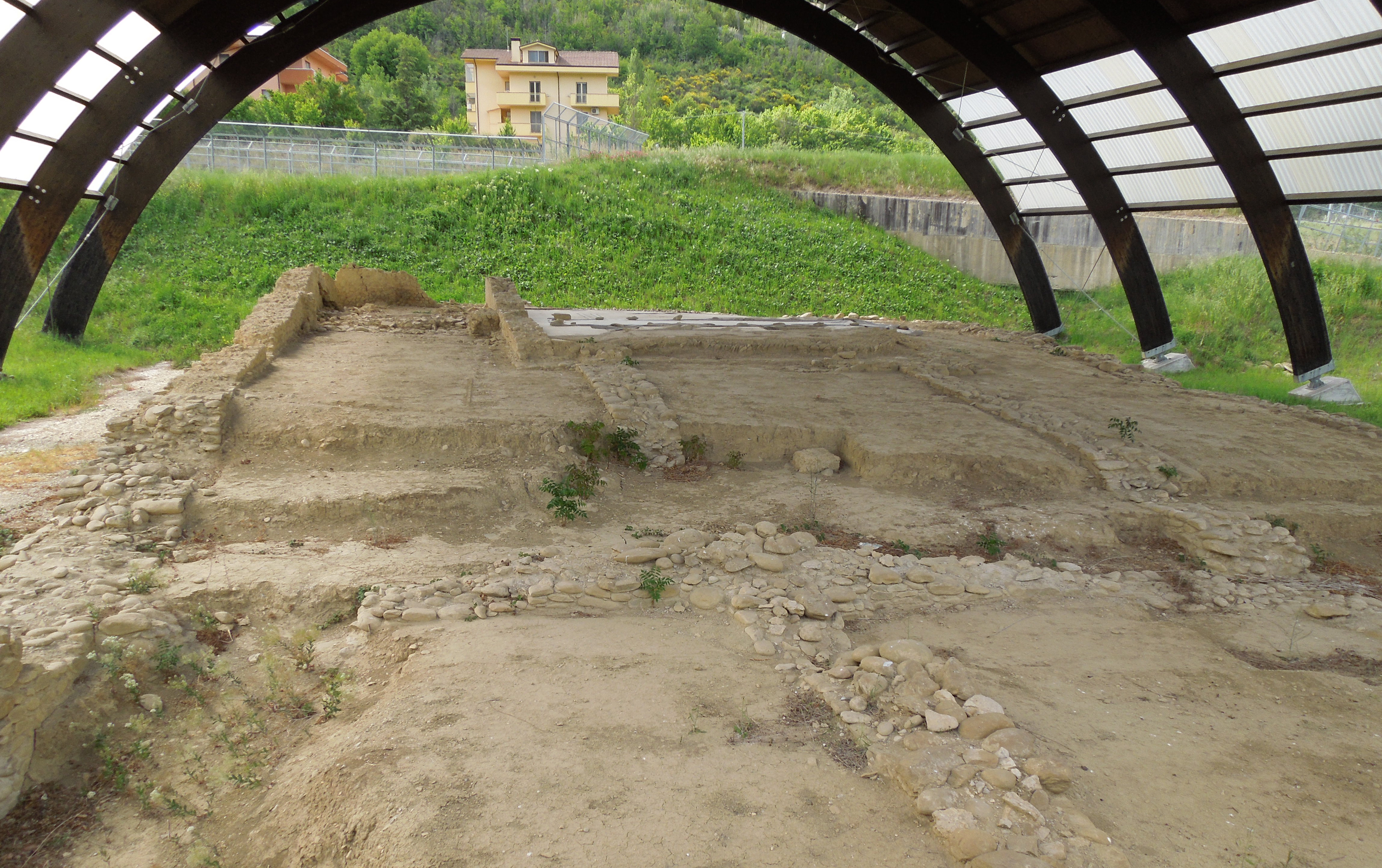
Scavi del tempio preromano

## Storia
L'area venne alla luce per caso nel 1961, durante i lavori per la costruzione di un garage per la rimessa dei pullman dell'allora INT (Istituto Nazionale Trasporti). 

Gli operai del cantiere, non dotati dell'adeguata sensibilità e conoscenza dell'importanza dei resti archeologici appena scoperti, secondo alcune testimonianze "rompevano le enormi urne cinerarie nella speranza di trovarvi monete d'oro...".
Lo studioso Giammario Sgattoni, venuto a conoscenza del ritrovamento, fu uno dei primi a intervenire sul posto e a raccontare dell'episodio in un suo articolo pubblicato nel 1974 sulla rivista "Teramo".
Intervenne Adriano La Regina, allora Funzionario Archeologico per la Soprintendenza alle Antichità per l'Abruzzo e il Molise, che portò alla luce sedici mausolei risalenti al periodo tra la fine del I secolo a.C. e l'inizio del I secolo d.C.
Nell'area indagata, dell'estensione di 1000 m², furono rinvenute sepolture risalenti a un periodo che andava dall'Età del ferro all'età imperiale romana. Nel 1982, a seguito della individuazione di un ulteriore tratto di strada romana e di mausolei con ceneri dei defunti, si decise di procedere ad una seconda campagna di scavi.
Tra il 1983 e il 1985, sotto la direzione di Luisa Migliorati e di Vincenzo D'Ercole, l'indagine consentì di individuare un'emergenza archeologica più estesa comprendente la strada glareata di età romana (già individuata nel 1961) e una necropoli con tombe monumentali a pianta quadrata e circolare con urne cinerarie all'interno. Dal 1997 al 2014 le ricerche e gli scavi sono condotti da Vincenzo Torrieri con la realizzazione del Parco della necropoli monumentale di età giulio-claudia sulla "Via Sacra" e la scoperta di un grande tempio romano-repubblicano, sul modello etrusco-laziale, della grandezza di m 21,0 per 31,0. 
La strada romana, l'Interamnium Vorsus, si ipotizza fosse una diramazione della Via Cecilia che conduceva nella Sabina, risalendo l'alta valle del Vomano, e raccordandosi con la Via Salaria, a Roma.
Nell'anno 2000, durante gli scavi dei lavori stradali per la costruzione della circonvallazione di Teramo (il Lotto zero), venne alla luce anche un tempio di età ellenistico-romana e un'ulteriore parte della necropoli dell'Età del Ferro. L'area dista ben 300 metri più a sud-ovest da quella rinvenuta nel 1982.
Si è potuto dedurre che la zona fosse stata terrazzata per potervi seppellire i defunti nel periodo tra la prima età del Ferro e l'età arcaica (X secolo a.C.-VI secolo a.C.).
Si è potuto accertare che l'area più prossima a Ponte Messato (quindi a Teramo), precedentemente scoperta, è più antica rispetto a quella rinvenuta successivamente.
È ipotizzabile che la necropoli di Ponte Messato-La Cona fosse la più importante ed estesa tra le necropoli disposte nell'anello più esterno intorno all'antica città di Teramo (Intermamna Praetuttiorum).
Altre necropoli prossime al nucleo dell'antica Teramo sono state rinvenute in prossimità della confluenza del Tordino con il Vezzola (nella zona di Madonna delle Grazie-Campo Boario), tombe dell'età del Ferro nel giardino pubblico fuori Porta San Giorgio, oppure presso l'Istituto Tecnico V. Comi in Viale Bovio, e tombe ancor più prossime all'antico nucleo storico, in Via Carducci e in Via Delfico.

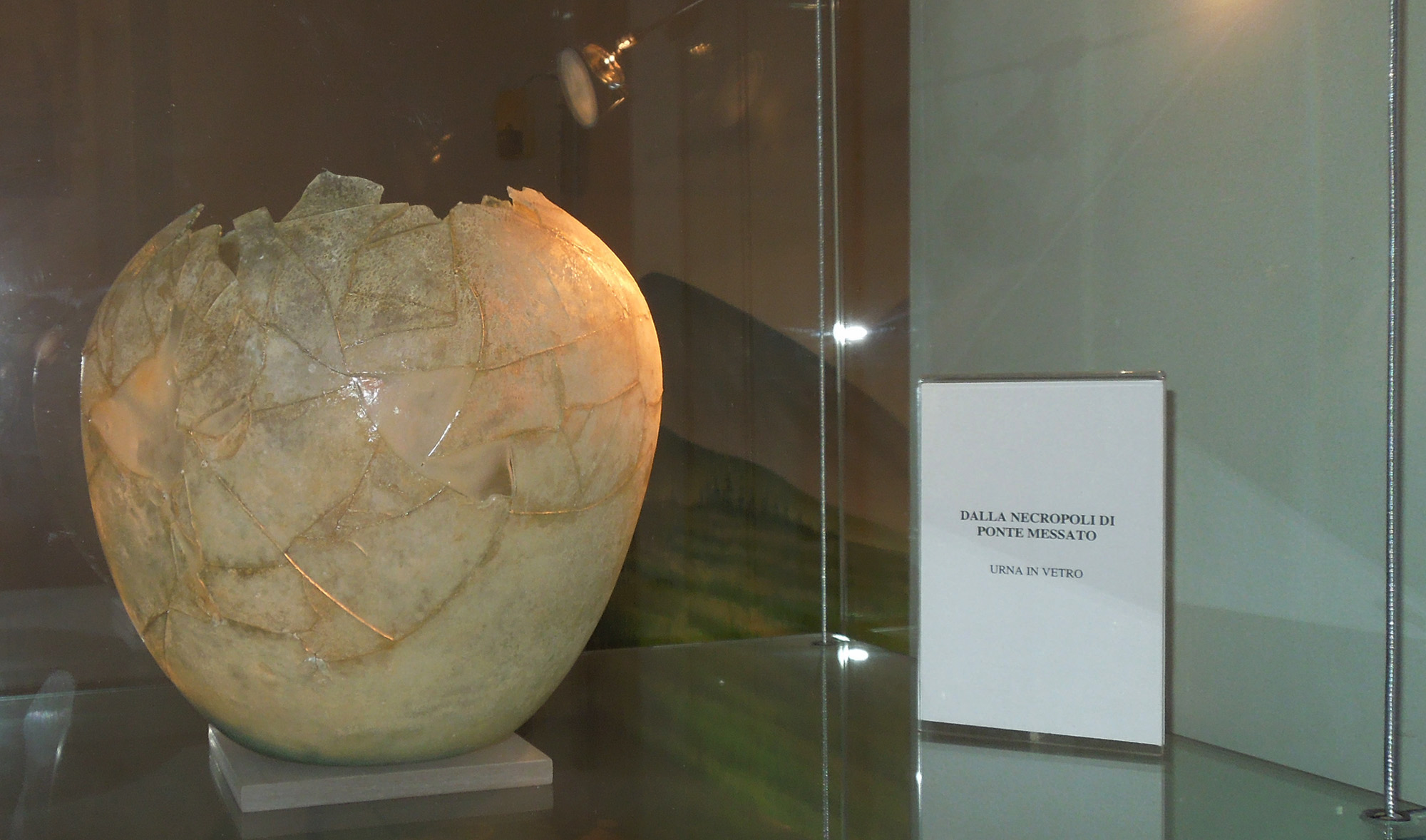
Urna in vetro
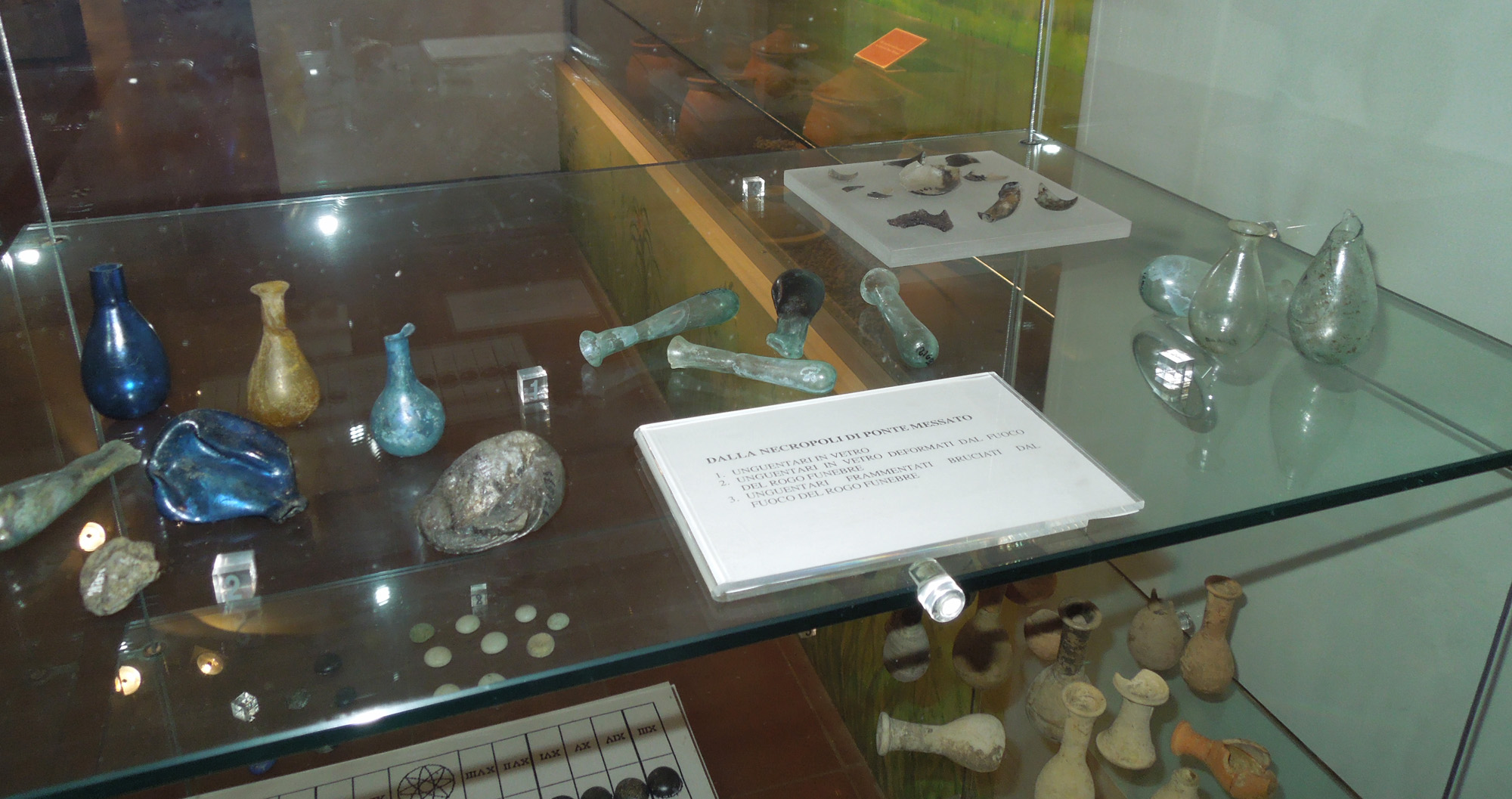
Unguentari rinvenuti nella necropoli
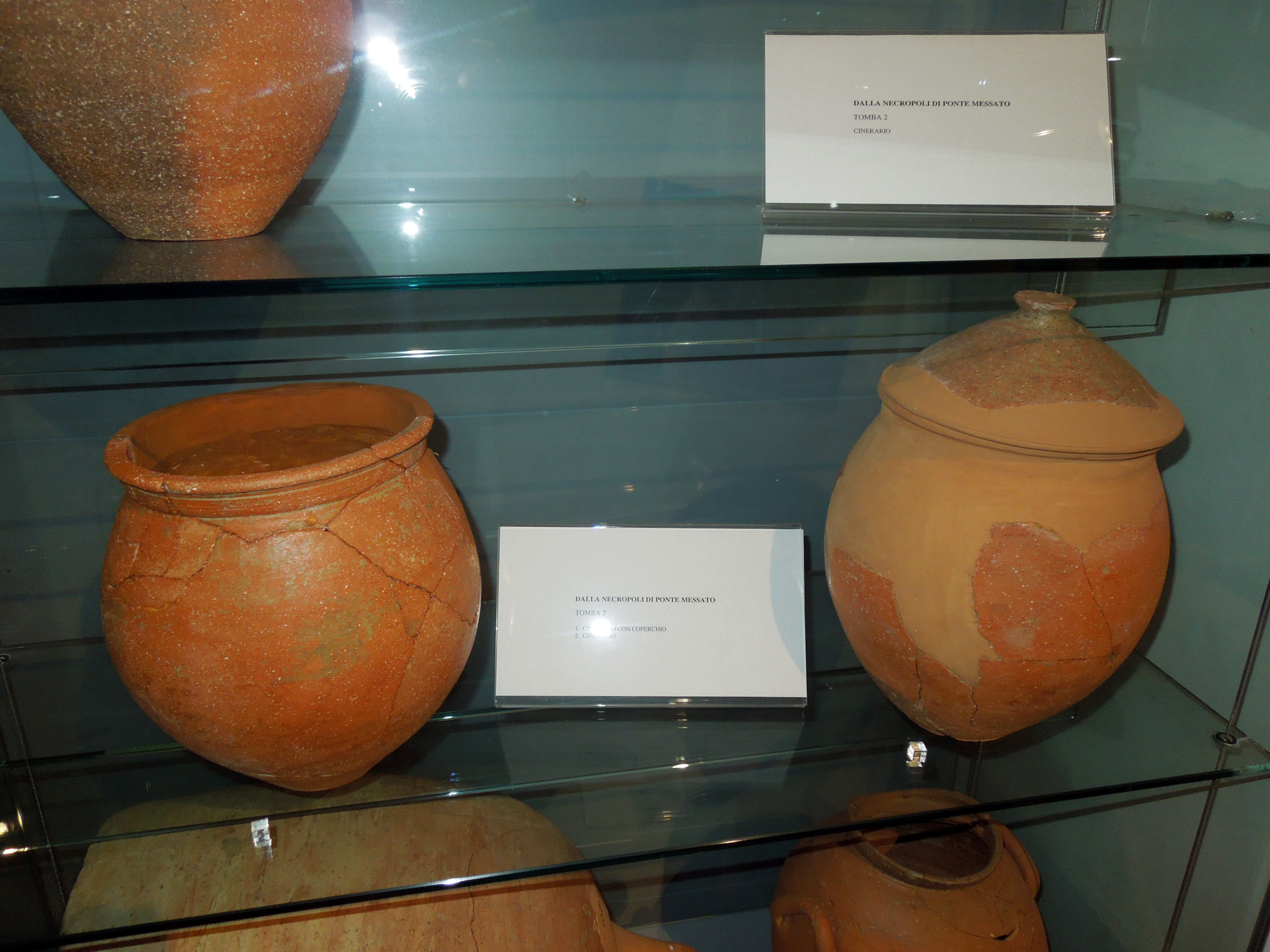
Olle cinerarie